# ناتالي شيفر
ناتالي شيفر (بالإنجليزية: Natalie Schafer) هي ممثلة أمريكية، ولدت في 5 نوفمبر 1900 في ريد بانك في الولايات المتحدة، وتوفيت في 10 أبريل 1991 في لوس أنجلوس في الولايات المتحدة بسبب سرطان.

## أعمال

### أفلام
- (1948) بيت الأفعى
- (1956) أنستازيا

### مسلسلات
- أنا أحب لوسي

## وصلات خارجية
- ناتالي شيفر على موقع IMDb (الإنجليزية)
- ناتالي شيفر على موقع تيرنر كلاسيك موفيز (الإنجليزية)
- ناتالي شيفر على موقع أول موفي (الإنجليزية)
- ناتالي شيفر على موقع قاعدة بيانات برودواي على الإنترنت (الإنجليزية)
- ناتالي شيفر على موقع قاعدة بيانات الأفلام السويدية (السويدية)
- ناتالي شيفر على موقع إن إن دي بي (الإنجليزية)
- ناتالي شيفر على موقع قاعدة بيانات الفيلم (الإنجليزية)